# Bor (Serbie)
Pour les articles homonymes, voir Bor.
Bor (en serbe cyrillique : Бор) est une ville et une municipalité situées dans l’est de la Serbie. La ville est le centre administratif du district de Bor. Au recensement de 2011, la ville comptait 34 160 habitants et la municipalité dont elle est le centre 48 615.

## Géographie
Bor se trouve dans la région de la Timočka Krajina, la « frontière du Timok ». La ville est située à proximité de Banjsko Polje et de la ville thermale de Brestovačka Banja. Juste à l’extérieur de la ville se situe un autre beau village du nom de Brestovac. Bor est situé non loin du lac de Bor (en serbe : Borsko jezero) et du mont Stol, très près également du mont Crni Vrh.
Dans la municipalité de Bor se trouve une des plus grandes mines de cuivre d’Europe. Les mines ont été rachetées par le groupe chinois Zijin fin 2018, de sorte que l'activité a explosé, mais la pollution aussi. Les riverains se mobilisent mais se heurtent au mur des autorités.

## Histoire
Sous l'Empire romain, Bor faisait partie de la province de Mésie supérieure, dont la capitale était Viminacium. Puis du IVe au VIe siècle, la ville fit partie de l'Empire byzantin.
La ville changea ensuite régulièrement de maîtres. Conquise par les Gépides, elle resta entre leurs mains au VIe siècle avant d'être conquise par l'Empire bulgare (681-1018). Reprise par Byzance, elle fit ensuite partie du royaume de Hongrie (XIIe-XIIIe siècles). Redevenue bulgare au XIVe siècle, elle passa ensuite partiellement entre les mains des Serbes (XIIIe-XVe siècles). La région de Bor fit ainsi partie du royaume de Syrmie (XIIIe-XIVe siècles) et de l'empire serbe de Stefan Dušan (XIVe siècle). Elle fut finalement conquise par les Ottomans au XVe siècle et n'en fut libérée qu'en 1805, lors du premier soulèvement serbe contre les Turcs.
En 1903, la mine de cuivre de Bor ouvrit, ce qui contribua considérablement au développement économique de la ville.
Les mines de Bor étaient en partie détenues par des capitaux français (la banque Mirabaud, Puerari et Cie) avec la Compagnie française des mines de Bor. Dans le cadre de sa politique de collaboration, le régime de Vichy céda la société française des mines de Bor à l'Allemagne le 28 novembre 1940,.
En revanche, après la période prospère des années 1970-1980 et depuis le milieu des années 1990, la ville est en crise. En raison des sanctions prises à l’encontre de la république fédérale de Yougoslavie, la production de cuivre a chuté.

## Localités de la municipalité de Bor

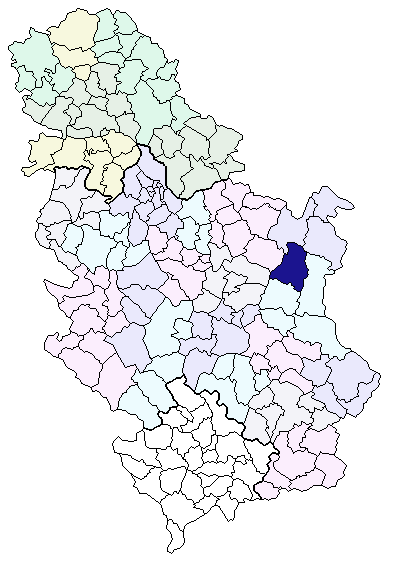
Localisation de la municipalité de Bor en Serbie

La municipalité de Bor compte 14 localités :
| - Bor - Brestovac - Bučje - Gornjane - Donja Bela Reka - Zlot - Krivelj - Luka - Metovnica - Oštrelj - Slatina - Tanda - Topla - Šarbanovac |

Bor est officiellement classée parmi les « localités urbaines » (en serbe : градско насеље et gradsko naselje). Les autres localités sont considérées comme des « villages » (село/selo).

## Démographie

### Ville

#### Évolution historique de la population dans la ville
| 1948   | 1953   | 1961   | 1971   | 1981   | 1991   | 2002   | 2011   |
| ------ | ------ | ------ | ------ | ------ | ------ | ------ | ------ |
| 11 103 | 14 533 | 18 816 | 29 418 | 35 591 | 40 668 | 39 387 | 34 160 |

### Municipalité

#### Évolution historique de la population dans la municipalité
| 1948   | 1953   | 1961   | 1971   | 1981   | 1991   | 2002   | 2011   |
| ------ | ------ | ------ | ------ | ------ | ------ | ------ | ------ |
| 34 831 | 38 668 | 43 448 | 52 849 | 56 486 | 59 900 | 55 817 | 48 615 |

#### Répartition de la population par nationalités dans la municipalité (2002)
Quatre localités possèdent une majorité de peuplement serbe : Bor, Brestovac, Donja Bela Reka et Oštrelj. Huit localités sont habitées par une majorité de Valaques : Bučje, Gornjane, Krivelj, Luka, Metovnica, Tanda, Topla et Šarbanovac. Zlot possède une majorité relative serbe et Slatina une majorité relative valaque.

## Politique

### Élections locales de 2004
Aux élections locales serbes de 2004, les 35 sièges de l'Assemblée municipale étaient répartis de la manière suivante :
| Parti                        | Sièges |
| ---------------------------- | ------ |
| Parti démocratique           | 8      |
| Parti démocratique de Serbie | 6      |
| Parti radical serbe          | 5      |
| Parti socialiste de Serbie   | 3      |
| Mouvement serbe du renouveau | 2      |
| G17 Plus                     | 2      |
| Liste « Un espoir pour Bor » | 2      |
| Liste « J'aime aussi Bor »   | 1      |

### Élections locales de 2008
À la suite des élections locales serbes de 2008, les sièges à l'Assemblée municipale étaient répartis de la manière suivante :
| Parti                        | Sièges |
| ---------------------------- | ------ |
| Parti radical serbe          | 13     |
| Parti démocratique           | 11     |
| Parti socialiste et PUPS     | 3      |
| Coalition « Pour Bor »       | 3      |
| Valaques unis de Serbie      | 3      |
| Parti démocratique de Serbie | 2      |

Branislav Rankić a été élu président de la municipalité (titre un peu équivalent au maire d'une grande ville française) ; né en 1962, il est ingénieur dans le domaine de la métallurgie ; il est membre du Parti radical serbe. La présidente de l'Assemblée municipale est le docteur Zlata Marković, elle aussi membre du Parti radical serbe ; née le 9 décembre 1961, elle est mariée et mère de deux enfants.

### Parti valaque
Le Parti démocratique valaque de Serbie (en serbe : Vlaška demokratska stranka Srbije et Влашка демократска странка Србије), en abrégé VDSS, qui fait partie de la coalition Valaques unis de Serbie, a son siège dans la ville de Bor ; créé en 2004, ce parti est présidé par Predrag Balašević.

## Sport
Bor possède un club de football, le FK Bor.

## Économie
Depuis le milieu des années 1990 et au temps des sanctions contre la République fédérale de Yougoslavie, la production de la mine de cuivre de Bor diminua de manière importante. Cette chute de la production est également due à un appauvrissement des réserves en minerai et à l'impossibilité d'obtenir de nouveaux équipements aptes à extraire le minerai restant. Comme l'activité minière était la clé de voûte de l'économie de Bor, l'économie de ville tout entière ressentit les effets de cette chute de production. Le 6 mars 2007, RTB Bor, la société minière de Bor, a été vendu au groupe roumain Cuprom pour 400 millions de dollars. Cuprom s'est engagé à moderniser les installations dans les mines de Bor et de Majdanpek, de façon à améliorer le taux de productivité. Cette reprise fut perçue comme une occasion pour la ville d'accélérer ses réformes économiques. Cependant, Cuprom ne réussit pas à respecter les délais imposés par le plan de financement et le gouvernement serbe dut mettre fin au marché prévu. De ce fait, le complexe minier est de nouveau en cours de privatisation.
En 2008, l'agriculture employait 14 % de la population active et l'industrie 27 %, le reste revenant au commerce et aux services. Outre RTB Bor, qui est une entreprise publique, on peut citer d'autres sociétés comme Fabrika opreme i delova, Eurofil (polyester), Albo (aluminium et PVC), Stančić (cosmétiques), Đorđević, Mitano, Stojanović-Vagner, Mlinolup (alimentation et boulangerie), Borpromet et Lav (alimentation), Bortravel et Auto-Aca (transport), Simpek (chimie). Les sociétés Brest et Sprska kruna (située à Brestovačka banja) travaillent dans la restauration et le tourisme.
En juin 2008, le salaire moyen mensuel net dans la ville de Bor était de 28 153 RSD (368 EUR) et de 27 245 RSD  (356 EUR) dans l'ensemble de la municipalité, contre un salaire moyen de 32 648 RSD (426 EUR) dans l'ensemble de la Serbie(.

## Personnalités
- Dragoslav Milovanovitch, né en 1897, médecin de l'hôpital créé par les Français de 1937 à 1941 ;
- Nikola Šainović, né à Bor en 1948, président du gouvernement de la Serbie de février 1993 à mars 1994 ;
- Filip Robar Dorin, né à Bor en 1940, est un réalisateur et scénariste yougoslave puis slovène ;
- Ivan Gvozdenović, né à Bor en 1978, footballeur ;
- Teya Dora, né à Bor en 1992, chanteuse et auteure-compositrice serbe.

## Coopération internationale
Bor a signé des accords de partenariat avec les villes suivantes :
- Bar (Monténégro)
- Le Creusot (France)
- Khmelnitski (Ukraine)
- Kitwe (Zambie)
- Vratsa (Bulgarie)